# Honky Tonk Angels
Honky Tonk Angels è un album in studio collaborativo delle cantanti country statunitensi Dolly Parton, Loretta Lynn e Tammy Wynette, pubblicato il 2 novembre 1993 dalla Columbia Records.

## Tracce
1. It Wasn't God Who Made Honky Tonk Angels (with special guest, Kitty Wells) – 2:51 (J. D. "Jay" Miller)
2. Put It Off Until Tomorrow – 2:38 (Dolly Parton, Bill Owens)
3. Silver Threads and Golden Needles – 2:24 (Jack Rhodes, Dick Reynolds)
4. Please Help Me I'm Falling (In Love with You) – 2:35 (Don Robertson, Hal Blair)
5. Sittin' on the Front Porch Swing – 2:34 (Buddy Sheffield)
6. Wings of a Dove – 2:54 (Bob Ferguson)
7. I Forgot More Than You'll Ever Know – 2:12 (Cecil Null)
8. Wouldn't It Be Great – 3:03 (Loretta Lynn)
9. That's the Way It Could Have Been – 2:55 (Tammy Wynette)
10. Let Her Fly – 3:04 (Dolly Parton)
11. Lovesick Blues (with special guest, Patsy Cline) – 2:18 (Cliff Friend, Irving Mills)
12. I Dreamed of a Hillbilly Heaven – 3:32 (Eddie Dean, Hal Southern)